# 何超盈
何超盈（英語：Sabrina Ho Chiu Yeng，1990年9月24日—），別名何朗禎，何鴻燊四房長女，母親是梁安琪，有三弟一妹。何超盈在香港大學修讀藝術，亦曾修讀MBA課程。

## 事業
2015年10月，何超盈成立超盈文化有限公司，更與保利集團合辦保利澳門拍賣有限公司，擔任公司董事及首席執行官，並於2016年1月10日在澳門麗景灣酒店舉行拍賣會。截至2016年，保守估計已經有10億身家。

## 轶事
2015年，何超盈澄清誤傳中的何鴻燊第六子何猷佳根本不存在，母親梁安琪只有四個孩子。而普遍誤傳的何猷佳照片只是何猷啟的童年照。2020年6月27日，何家在报章刊登讣闻，首次见到赌王第六名儿子猷邦名字，在讣闻中，猷邦在子女辈份中排在三房孻仔猷启之后，四房大仔猷亨之前，估计约28岁。同日四太向传媒发声明，首次确认猷邦身份，声明中承认猷邦出于身体原因，故一直未有向外透露任何关于猷邦的消息。

## 私人生活
2009年，与攻读室内设计的新男友Greg拍拖，兩人更在2010年2月訂婚。2012年6月，何超盈宣布與拍拖4年的Greg分手，并远走赴美UCLA（加州大学洛杉矶分校）进修深造。
2018年11月，何超盈宣佈與男友辛奇隆（Thomas）交往，是何超盈時隔6年在社交網站上公開戀情。2019年3月，何證實懷孕3個月，其後指兩人早在去年9月已訂婚，但因2019年屬盲年，故婚禮訂在2020年舉行。。雙方在6月7日以「皇室打扮」舉行過大禮儀式。8月28日，何超盈剖腹誕下女兒千覓，重達8磅。
2024年，于纽约大学毕业，取得博士学位。

## 外部連結
- 何超盈的Facebook專頁
- 何超盈的Instagram帳戶
- 何超盈的新浪微博